# Geopyxis pinetorum
Geopyxis pinetorum är en svampart som först beskrevs av Karl Wilhelm Gottlieb Leopold Fuckel, och fick sitt nu gällande namn av Jean Louis Emile Boudier 1907. Geopyxis pinetorum ingår i släktet Geopyxis och familjen Pyronemataceae.   Inga underarter finns listade i Catalogue of Life.